# Sydney Thompson Dobell
Sydney Thompson Dobell (1824-1874) fue un poeta y crítico inglés, autor de poemarios como The Roman (1850); Balder, Part I (Balder, parte I, 1854); Sonnets on the War (Sonetos de la guerra, 1855), conjuntamente con Alexander Smith; y England in Time of War (Inglaterra en tiempo de guerra, 1856).

## Vida
Nacido el 5 de abril de 1824 en Cranbrook (Kent), era el hijo mayor de John Dobell, comerciante de vinos y autor de un notable panfleto, Man unfit to govern Man (El hombre no apto para gobernar al hombre), y de una hija de Samuel Thompson (1766-1837), conocido en su momento como líder de movimientos reformistas en la ciudad de Londres. Cuando Dobell tenía doce años, la familia se mudó a Cheltenham, donde transcurriría la mayor parte de la vida del poeta, y donde éste mantendría hasta su muerte, con diversos grados de actividad, su vinculación con el negocio y la región. Sydney, cuyos precoces versos juveniles ya habían llamado la atención, se educó, con resultados en algunos aspectos desafortunados, con tutores particulares y estudiando por su cuenta, y nunca asistió a escuela o universidad algunas. A este hecho hace interesante referencia en el curso de algunos versos humorísticos sobre el Cheltenham College, a imitación de Chaucer, que datan de cuando contaba dieciocho años. En el hogar estaba sobrecargado de trabajo, especialmente fatigado en exceso por el fervor del celo religioso heredado, y su genio, a falta de controles sociales, pronto mostraría una tendencia a la excentricidad expresiva, de la que en su vida posterior se desharía parcialmente, pero nunca del todo. De principio a fin vivió más en las alturas de un mundo ideal que en los caminos trillados de la vida. De ahí la sublimidad y las limitaciones de su obra. Su formación durante este período crucial haría de él un erudito variado, pero le impediría ser también meticuloso, un resultado patente por igual en su prosa y en su poesía.
Su juventud fue precoz (a los quince años estaba comprometido y a los veinte casado). En 1844, tras cinco años de compromiso, contrajo matrimonio con Emily Fordham, una dama de buena familia, hija de George Fordham, de Odsey House (Cambridge); y, como se afirma en la biografía de Dobell, nunca llegarían a estar treinta horas separados durante los treinta años de su enlace. El período inicial de su vida matrimonial se repartió entre su residencia en Cheltenham y enclaves rurales entre colinas. Un encuentro en uno de estos, Coxhorn House, en el valle de Charlton Kings, con Sir James Stansfeld y con el predicador-político de Birmingham George Dawson (1821-1876), que posteriormente daría lugar a la fundación de la Sociedad de Amigos de Italia, alimentó el fervor del joven entusiasta por el liberalismo de la época. Su temprano interés por la causa de las nacionalidades oprimidas ―italiana, húngara, española―, patente en su amistad con Kossuth, Emanuel Deutsch y otros, nunca decreció, si bien sus puntos de vista sobre política a nivel nacional experimentarían algunos cambios con respecto a las opiniones radicales de su juventud; sostuvo dicho interés, como evidencia uno de sus últimos textos, Mentana, un vínculo entre sus ideas políticas radicales de la juventud y liberal-conservadoras de la madurez. Poco tiempo después, la elaborada y elogiosa crítica que Dobell hizo de Currer Bell en The Palladium dio lugar a una interesante correspondencia entre los dos autores. El mes de agosto de 1850 lo pasó en Gales del Norte, el verano siguiente en Suiza, y sus paisajes montañosos dejarían huella en toda su obra posterior. Tras su regreso, su reputación, obtenida gracias a su primera obra, amplió el círculo de amistades del autor, entre quienes se contaban destacados escritores como Tennyson y Carlyle, artistas como Holman Hunt y Rossetti, prominentes patriotas como Mazzini y Kossuth, además de Robert Browning, Philip Bailey, George MacDonald, Emanuel Deutsch, Lord Houghton, Ruskin, etc.
En 1854 Dobell marchó a Edimburgo buscando consejo médico para su esposa, y durante los tres años siguientes residiría en Escocia, pasando los inviernos en la capital y los veranos en las Tierras Altas. Durante este período entabló relación con, entre otros, Mr. Hunter, de Craigcrook; el Dr. Samuel Brown; el Dr. John Brown; Edward Forbes; W. E. Aytoun; Sir Noel Paton; Mr. Dallas y Sir David Brewster. Pero tal vez su amigo más íntimo en esta época fuera Alexander Smith, a quien estaba unido por estrechos lazos de hermandad literaria.
La estancia de Dobell en Edimburgo estuvo marcada, al igual que toda su vida, por actos de bondad para con los literatos luchadores, notables por igual tanto por su delicadeza como por los recursos relativamente escasos del benefactor. Aunque en modo alguno era un hombre rico, siempre estaba dispuesto a ayudar a literatos necesitados, y fue gracias a sus esfuerzos como se publicaron los poemas de David Gray. En 1857 pronunció una larga conferencia en la Institución Filosófica sobre La naturaleza de la poesía, y el agotamiento resultante del esfuerzo deterioró aún más su ya débil salud. Siguiendo el consejo de buscar un clima más apacible, pasaría los inviernos de los cuatro años siguientes en Niton, en la isla de Wight, y los veranos en los Cotswolds. Teniendo prohibido por sus médicos el trabajo literario regular, dirigió sus pensamientos a otra forma de canalizar la utilidad, y, tomando parte más activamente en los negocios de su empresa, fue pionero en la aplicación del sistema cooperativo en la empresa privada. En Gloucestershire, Dobell era bien conocido como partidario de la reforma social: todo aquel que conocía Gloucester asociaba su nombre con todo movimiento en pos del progreso social y con cada iniciativa caritativa en la ciudad. Después de 1862 la creciente fragilidad de su salud hizo necesario que Dobell pasara los inviernos en el extranjero; en el de 1862-63 su "cuartel general" estuvo cerca de Cannes, en el de 1863-64 en España, y entre 1864 y 1866 en Italia. Los veranos de aquellos años aún los pasaría en Gloucestershire, y en 1865 dio prueba de sus intereses políticos mediante el panfleto sobre La reforma parlamentaria, abogando por el sufragio censitario y un sistema electoral mayoritario.
Una grave caída, en 1866, en las ruinas de Pozzuoli y, tres años más tarde, un peligroso accidente con su caballo, mermaron aún más sus fuerzas, si no sus energías, y el resto de su vida fue la de un inválido más o menos consumado, aunque siempre jovial. Entre 1866 y 1871 residió principalmente en Noke Place, en la ladera de Chosen Hill, aunque pasó buena parte de las temporadas invernales en Clifton, donde sacaba provecho de los consejos de su amigo, el Dr. Symonds. En 1871 se mudó a Barton-end House, catorce millas allende Gloucester, en una hermosa comarca sobre el valle de Stroud. Allí continuó escribiendo ocasionalmente versos y memorandos, y era frecuentemente visitado por amigos atraídos por su afable hospitalidad y sus brillantes facultades coloquiales. En 1874, circunstancias desafortunadas, incluyendo un estrés mental al que por aquel entonces no estaba físicamente acostumbrado, precipitaron su muerte, que tuvo lugar el 22 de agosto de ese año. Fue enterrado en el cementerio de Painswick.
En sus opiniones religiosas, Dobell era un cristiano próximo a la Iglesia General; y socialmente era uno de los hombres más cordiales y sinceros. Reformador radical en algunos aspectos, sostuvo idéntica aversión hacia la tiranía de las turbas y la de los autócratas. Aunque sus ideas políticas tenían un lado visionario, estaba lejos de ser un soñador. Nunca se cansó de hacer el bien práctico, y de envidioso no tenía un pelo. Sus críticas, aunque no siempre lo parezcan, resultaban invariablemente valiosas, porque él despertaba en sus oyentes una conciencia de las capacidades, así como un sentido del deber.

## Obra
Como poeta, Dobell pertenece a la "escuela espasmódica", como la denominó el profesor Aytoun, quien parodió su estilo en Firmiliano. A finales de la década de 1840, Dobell escribió una serie de poemas menores, caracterizados por un fervoroso anhelo de reformas políticas. En Hucclecote, en la Via Arminia, había comenzado The Roman, que aparecería en 1850, bajo el seudónimo de «Sydney Yendys». Inspirado por los turbulentos acontecimientos de la época, este poema dramático obtuvo, partiendo de su mérito intrínseco y de su armonía con un entusiasmo popular, un rápido y acusado éxito, y gozaría de gran popularidad. Su segundo poemario extenso, Balder, terminado en 1853 en Amberley Hill, resultó ser, de acuerdo con el público en general y la mayoría de los críticos, menos afortunado que The Roman. Resulta más difícil de leer, ya que fue más difícil de escribir. La mayoría de los lectores, buscando placer y diversidad, recularon ante sus violencias, se mostraron intransigentes frente a su monotonía, y malinterpretaron la moraleja de su dolorosa trama. El libro está inconcluso, pues se trata de un fragmento un tanto caótico de un proyecto incumplido, pero exhibe las más altas cotas de la imaginación del autor y sus más logradas imágenes de la Naturaleza. Las descripciones de Chamounix, del Coliseo, de la primavera y de un día de verano en la colina, casi sostienen las comparaciones que suscitan. La primera parte de la obra apareció en 1854. Para la mayoría de los lectores, Balder seguirá siendo un prodigio, pero tiene aguante para permanecer como una mina para los poetas.
El poema  The Roman, consagrado al interés de la libertad política en Italia, está marcado por el patetismo, el vigor y el amor apasionado por la libertad, pero está cuajado de monólogos, que en Balder son llevados hasta un exceso monótono, mitigado siquiera este último por hermosos pasajes descriptivos y por algunas conmovedoras canciones.
Conjuntamente con Alexander Smith publicó en 1855 una serie de sonetos sobre la guerra de Crimea. Estos fueron seguidos en 1856 por un volumen de poemas dramáticos y descriptivos sobre el mismo tema, titulado England in Time of War (Inglaterra en tiempo de guerra), que tuvo un éxito solo inferior al de The Roman. Las mejores composiciones de esta colección, como "Keith of Ravelston", "Lady Constance", "A Shower in War Time", "Grass from the Battle-field", "Dead Maid's Pool", "An Evening Dream", "The Betsy Jane", etc., han encontrado, por su profunda solidaridad y su flujo lírico, un lugar entre los mejores florilegios populares de la literatura inglesa.
En sus últimos años, su frágil salud apenas le permitiría realizar algunas tentativas literarias ―como el panfleto sobre Consequential Damages (Daños colaterales), England's Day (El día de Inglaterra), y la elaboración de un proyecto para la continuación de Balder―. Una edición completa de sus poemas fue publicada en 1875 (en 2 volúmenes). Los sugestivos pero demasiado intrincados escritos en prosa de Dobell fueron recopilados y editados en 1876 con una nota introductoria escrita por el profesor J. Nichol (Reflexiones sobre arte, filosofía y religión). Su Vida y correspondencia apareció en 1878, en 2 volúmenes. Una selección de sus poemas, editada por W. Sharp, aparecería en febrero de 1887 en un pequeño volumen.
El carácter de Dobell estaba por encima de toda crítica. Se ha subrayado la naturaleza de su obra; su calidad será estimada de manera diversa. Original e independiente de fórmulas rayanas en la agresividad, compartía por naturaleza ―en modo alguno por imitación― algunos de los defectos ―la ocasional oscuridad, las fatuidades supuestas y el distanciamiento― de la escuela del siglo XVII a la que el Dr. Johnson llamó metafísica; pero en excelsitud de pensamiento y en riqueza de imágenes sus mejores páginas han sido superadas por pocos o ninguno de sus contemporáneos. Sus formas resultan a menudo defectuosas, pero su vida y sus escritos estaban unidos en sana protesta contra la subordinación de la forma al asunto que caracteriza a buena parte del esteticismo de la época. La virilidad en sus más altos atributos de coraje y cortesía impregnó su carrera; su poesía está impregnada de esa atmósfera entusiasta que es el propósito de toda literatura perdurable para levantar el ánimo del lector. Los poemas de Dobell exhiben imaginación y brillantez en el lenguaje, pero carecen de sencillez, y en ocasiones tropiezan en su grandilocuencia y otros defectos de la denominada escuela espasmódica, a la que perteneció.